# Sledda van Essex
Sledda of Sledd (ook wel Sledda Æscvvining genoemd) (? - ca. 604) was van ca. 587 tot voor 604 vermoedelijk koning van het Angelsaksische koninkrijk Essex. Sledda was de zoon van Æscwine. Of hij daadwerkelijk koning was is echter onzeker.
Hij was met Ricola, een dochter van koning Eormenric van Kent getrouwd en had bij haar twee zonen: Sæberht, die na zijn dood zijn opvolger werd, en Seaxa.